# Jekatěrina Feoktistovová
Jekatěrina Feoktistovová (rusky: Екатерина Феоктистова; * 1994 Kirov) je ruská horolezkyně a reprezentantka v ledolezení, mistryně světa, Evropy a vítězka světového poháru v ledolezení na rychlost.

## Výkony a ocenění
- 2013: mistryně světa
- 2014: mistryně Evropy
- 2015: vítězka celkového hodnocení světového poháru
- 2017: vicemistryně světa

### Závodní výsledky
| Mistrovství světa v ledolezení | Mistrovství světa v ledolezení | Mistrovství světa v ledolezení | Mistrovství světa v ledolezení | Mistrovství světa v ledolezení |
| Rok                            | 2013                           | 2015                           | 2017                           | 2018                           |
| ------------------------------ | ------------------------------ | ------------------------------ | ------------------------------ | ------------------------------ |
| Obtížnost                      | 21-22                          | 25-27                          | —                              | (-)                            |
| Rychlost                       | 1                              | 4                              | 2                              | (-)                            |
| Kombinace                      | nezávodilo se                  | nezávodilo se                  | nezávodilo se                  | —                              |

| Světový pohár v ledolezení | Světový pohár v ledolezení | Světový pohár v ledolezení | Světový pohár v ledolezení | Světový pohár v ledolezení | Světový pohár v ledolezení | Světový pohár v ledolezení | Světový pohár v ledolezení | Světový pohár v ledolezení |
| Rok                        | 2012                       | 2013                       | 2014                       | 2015                       | 2016                       | 2017                       | 2018                       | 2019                       |
| -------------------------- | -------------------------- | -------------------------- | -------------------------- | -------------------------- | -------------------------- | -------------------------- | -------------------------- | -------------------------- |
| Obtížnost                  | 32-35                      | 17                         | 10                         | 35                         | —                          | —                          | —                          | 41                         |
| jednotlivě* (0/0/0)        | -,-,-, -,17                | 21-22,24, 20,21,11         | 18,10, 18,13,16            | -,26-27,23-28, 25-27,23,-  | —                          | —                          | —                          | 26,18, -,-,-,-             |
|                            |                            |                            |                            |                            |                            |                            |                            |                            |
| Rychlost                   | 17                         | 3                          | 2                          | 1                          | 7                          | 3                          | 3                          | 4                          |
| jednotlivě* (7/7/4)        | -,-, -,-,4                 | ,7,5, · ,                  | 6,,5, · ,                  | -,,6, · ,                  | -,-, · ,5                  | 4,, · 6,                   | ,,5, · ,10                 | 14,,-, · ,,-               |

* poznámka: napravo jsou poslední závody v roce
| Mistrovství Evropy v ledolezení | Mistrovství Evropy v ledolezení | Mistrovství Evropy v ledolezení | Mistrovství Evropy v ledolezení | Mistrovství Evropy v ledolezení |
| Rok                             | 2012                            | 2014                            | 2016                            | 2018                            |
| ------------------------------- | ------------------------------- | ------------------------------- | ------------------------------- | ------------------------------- |
| Obtížnost                       | —                               | 14                              | —                               | —                               |
| Rychlost                        | 4                               | 1                               | 5                               | 10                              |